# Boucles de Seine Saint-Denis
La Boucles de Seine Saint-Denis era una carrera ciclista que se disputaba anualmente en Francia. Se disputaba en Saint-Denis, en la región Isla de Francia.
Se disputó desde 1945 hasta 1973 y fue ganada siempre por ciclistas franceses.
En 1998, con motivo del Mundial de Fútbol celebrado en Francia se recuperó la prueba, debido a que en Saint-Denis se encontraba el Stade de France, principal estadio de la competición. En la edición de 1998, la prueba formó parte de la Copa de Francia de ciclismo.

## Palmarés
| Año  | Vencedor           | Segundo             | Tercero              |
| 1945 | Louis Gauthier     | Sylvère Jezo        | Pierre Tacca         |
| 1946 | Louis Caput        | Joseph Soffietti    | Louis Thiétard       |
| 1947 | Louison Bobet      | Henri Aubry         | Lucien Teisseire     |
| 1948 | Urbain Caffi       | Jean Lauk           | Alfred Macoriq       |
| 1949 | Robert Dorgebray   | Bernard Gauthier    | Attilio Redolfi      |
| 1950 | Maurice Diot       | Bernard Gauthier    | Roger Desbats        |
| 1951 | Attilio Redolfi    | Jean-Marie Cieleska | Paul Giguet          |
| 1952 | Maurice Quentin    | Raoul Rémy          | Eugène Telotte       |
| 1953 | Amand Audaire      | Albert Platel       | Jean Le Guilly       |
| 1954 | Robert Varnajo     | Jean-Marie Cieleska | Eugène Telotte       |
| 1955 | Albert Bouvet      | Isaac Vitré         | Fernand Picot        |
| 1956 | René Privat        | Louison Bobet       | André Ruffet         |
| 1957 | Jacques Dupont     | Roger Hassenforder  | Charles Coste        |
| 1958 | Joseph Groussard   | Jean Graczyk        | Jacques Anquetil     |
| 1959 | Roger Hassenforder | Robert Cazala       | Arnaud Geyre         |
| 1960 | Marcel Rohrbach    | Raymond Poulidor    | René Pavard          |
| 1961 | Joseph Groussard   | Jean Gainche        | Robert Cazala        |
| 1962 | Joseph Groussard   | Jean Gainche        | Robert Cazala        |
| 1963 | No se disputó      |                     |                      |
| 1964 | Jean Anastasi      | Louis Rostollan     | André Foucher        |
| 1965 | Louis Rostollan    | Georges Chappe      | Jacques Anquetil     |
| 1966 | Jean-Louis Bodin   | Paul Lemeteyer      | Maurice Benet        |
| 1967 | Anatole Novak      | André Zimmermann    | Michel Grain         |
| 1968 | No se disputó      |                     |                      |
| 1969 | Bernard Guyot      | Anatole Novak       | Jean-Jacques Sanquer |
| 1970 | Jean-Pierre Genet  | Raymond Riotte      | Jean Jourden         |
| 1971 | Gérard Moneyron    | José Catieau        | Alain Santy          |
| 1972 | No se disputó      |                     |                      |
| 1973 | Robert Mintkiewicz | Alain Santy         | Patrick Béon         |

### 1998
| \| 1. \| Tony Bracke \| Collstrop \| en \| 3h 57' 56" \| \| 2. \| Jimmy Casper \| Française des Jeux \| + \| 2" \| \| 3. \| Lauri Aus \| Casino \| \| m.t. \| \| 4. \| Jo Planckaert \| Lotto \| \| m.t. \| \| 5. \| Eric Beaune \| \| \| m.t. \| \| 6. \| Sébastien Hinault \| Gan \| \| m.t. \| \| 7. \| Olivier Perraudeau \| Gan \| \| m.t. \| \| 8. \| Anthony Langella \| Gan \| \| m.t. \| \| 9. \| Lylian Lebreton \| Auber 93 \| \| m.t. \| \| 10. \| Claude Lamour \| Mutuelle \| \| m.t. \| |                    |                    |    |            |
| 1. | Tony Bracke        | Collstrop          | en | 3h 57' 56" |
| 2. | Jimmy Casper       | Française des Jeux | +  | 2"         |
| 3. | Lauri Aus          | Casino             |    | m.t.       |
| 4. | Jo Planckaert      | Lotto              |    | m.t.       |
| 5. | Eric Beaune        |                    |    | m.t.       |
| 6. | Sébastien Hinault  | Gan                |    | m.t.       |
| 7. | Olivier Perraudeau | Gan                |    | m.t.       |
| 8. | Anthony Langella   | Gan                |    | m.t.       |
| 9. | Lylian Lebreton    | Auber 93           |    | m.t.       |
| 10. | Claude Lamour      | Mutuelle           |    | m.t.       |

## Palmarés por países
| País    | Victorias |
| ------- | --------- |
| Francia | 17        |
| Bélgica | 1         |